# Sigismondo Carlo Castelbarco
Sigismondo Carlo Castelbarco (Loppio, 9 gennaio 1661 – Chiemsee, 3 marzo 1708) è stato un vescovo cattolico italiano.
Nacque a Loppio, oggi frazione di Mori.
Divenne principe vescovo di Chiemsee nel 1697.

## Genealogia episcopale e successione apostolica
La genealogia episcopale è:
- Cardinale Scipione Rebiba
- Cardinale Giulio Antonio Santori
- Cardinale Girolamo Bernerio, O.P.
- Arcivescovo Galeazzo Sanvitale
- Cardinale Ludovico Ludovisi
- Cardinale Marco Antonio Gozzadini
- Cardinale Ernesto Adalberto d'Harrach
- Cardinale Guidobald von Thun und Hohenstein
- Cardinale Maximilian Gandolph von Künburg
- Arcivescovo Johann Ernst von Thun und Hohenstein
- Vescovo Sigismondo Carlo Castelbarco

La successione apostolica è:
- Vescovo Otto de la Bourde (1697)